# Arthur Guéniot
Arthur Joseph Guéniot est un sculpteur français né à Bournezeau (Vendée) le 1er mai 1866 et mort à Vitry-le-François (Marne) le 16 février 1951,.

## Biographie
Arthur Guéniot est d'abord élève à l'école des beaux-arts de Clermont-Ferrand, puis élève lauréat de l'École des beaux-arts de Paris dans l'atelier de Gustave Moreau et de Jean-André Delorme.
Officier d'Académie en 1911 et chevalier de l'ordre du Cambodge, il est nommé chevalier de la Légion d'honneur par décret du 3 février 1929.
Il est membre de la Société des artistes français et a obtenu une médaille honorable au Salon de 1902, une médaille de bronze en 1920, une médaille d'argent en 1925 et une médaille d'or, hors-concours, en 1927.

## Distinctions
- Chevalier de l'ordre des Palmes académiques (1929)[3]
- Chevalier de la Légion d'honneur (1929)

## Hommage
Une place de Bournezeau porte son nom depuis 2008 et une rue de Dinan porte son nom depuis 2009.

## Œuvres
- Rêverie, 1905, statuette, primée en 1905, achat par la ville de Paris, jardin de la bibliothèque de Saint-Maur-des-Fossés. Éditée par la Manufacture nationale de Sèvres[2],[6].
- Bois ton sang, statue de Jehan de Beaumanoir, inaugurée en 1911 à Dinan[2].
- Vers la flamme, Salon des artistes français de 1911[7].
- Monument aux morts de Dinan, 1922[8].
- Monument aux morts d'Aubagne, 1922, cimetière d'Aubagne.
- Monument aux morts de Treignat, 1923[9].
- Sculptures en marbre blanc pour l'église Saint-Jean de Montmartre, entre 1918 et 1926[10].
- Sainte Thérèse de Lisieux, 1931, haut-relief, cathédrale Saint-Louis de La Rochelle[11].
- Arthur Guéniot est l'un des sculpteurs du mobilier de la cathédrale Saint-Étienne à Châlons-en-Champagne[12].
- Crucifix en marbre avec, à ses pieds, un Poilu mourant et la Patrie, dans l'église Saint-Sauveur de Dinan, 1922.
- Statue en bronze de Saint Philibert à Beauvoir-sur-Mer, 1936.
- Saint Augustin et Sainte Monique, statues en bronze dans l'église Saint-Sauveur de Dinan.
- Mgr Jacques Daniel, buste en marbre dans l'église Saint-Sauveur de Dinan, 1910.
- L'Abbé Cotrel, médaillon en marbre dans l'église Saint-Sauveur de Dinan.

Le musée des Beaux-Arts de Reims possède un important fonds de cet artiste, 282 œuvres.

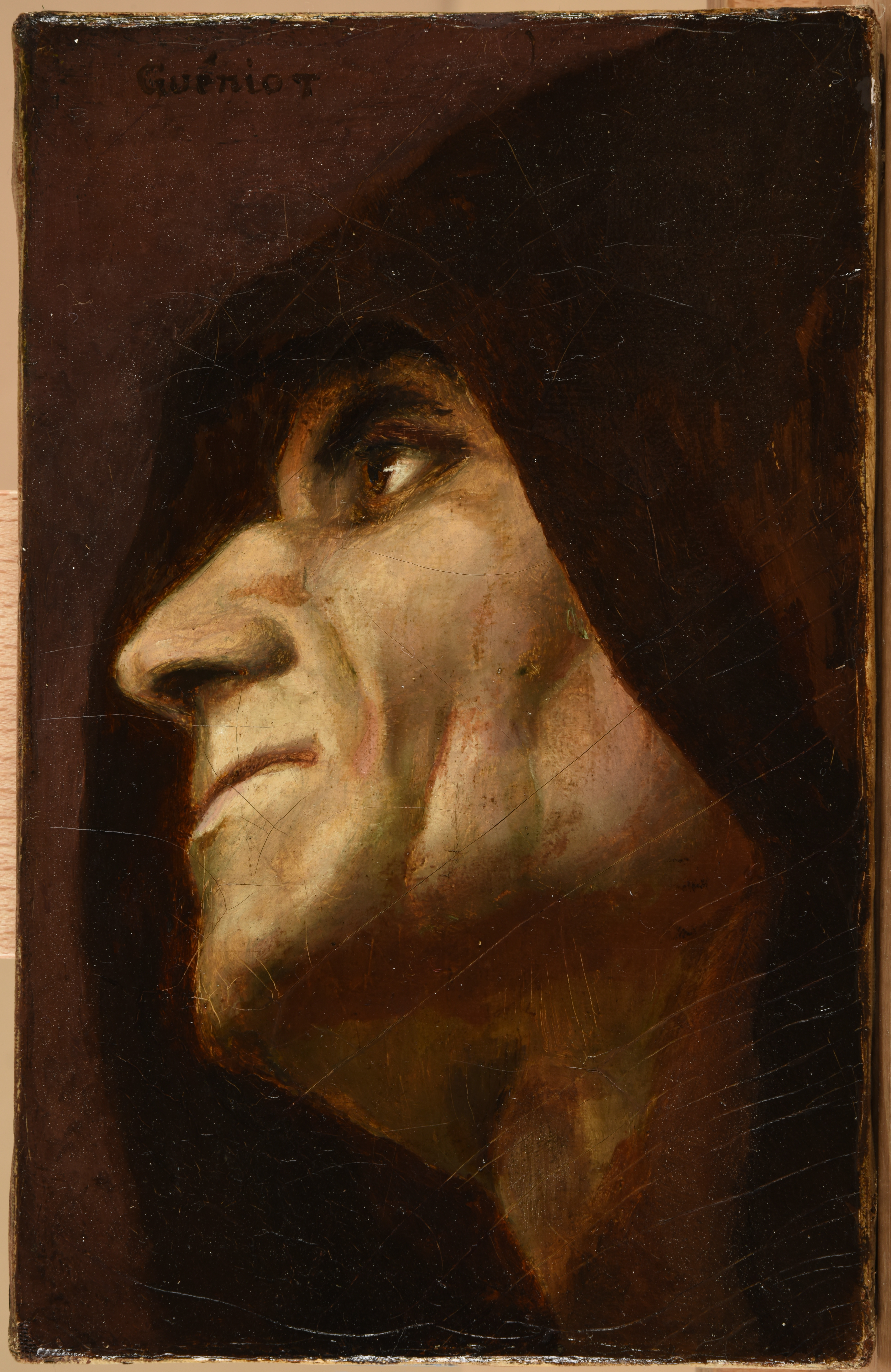
Le Moine, 1894, Reims, musée des Beaux-Arts
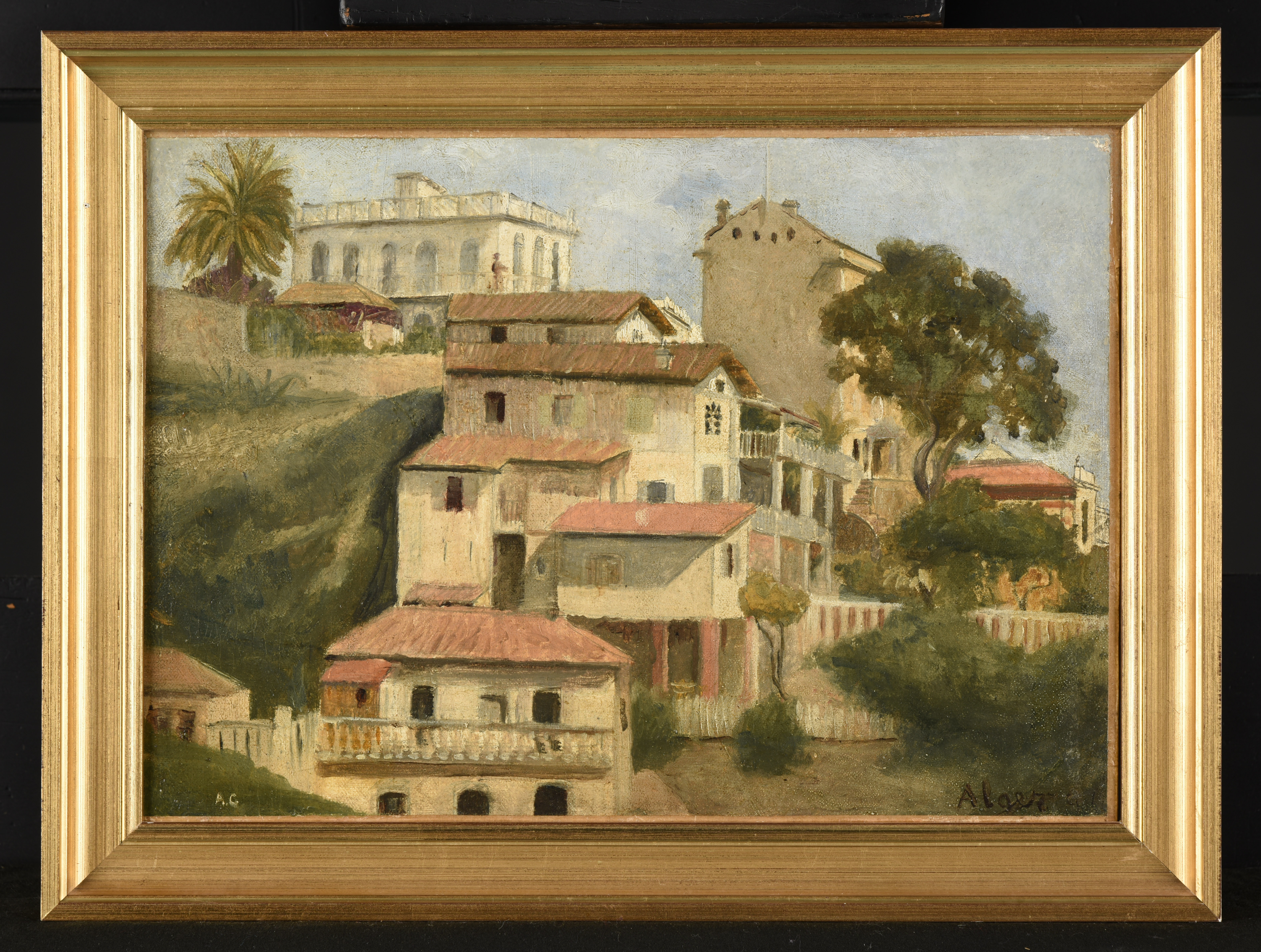
Point vue d'Alger, 1896, Reims, musée des Beaux-Arts
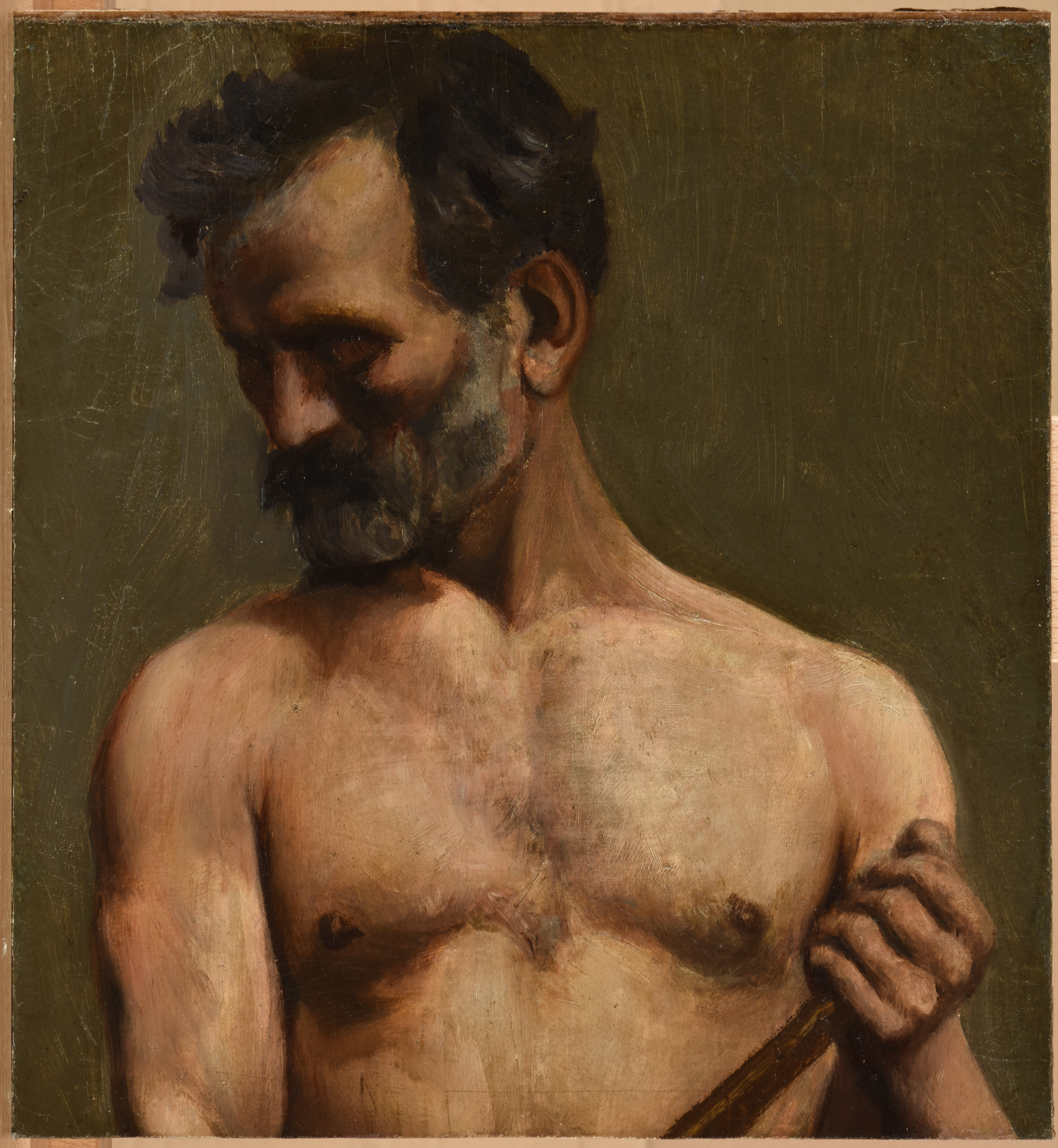
Le Faucheur, 1896, Reims, musée des Beaux-Arts